# اوگو سیلبا
اوگو سیلبا (اسپانیایی: Hugo Silva‎؛ زادهٔ ۱۰ مهٔ ۱۹۷۷) بازیگر اهل اسپانیا است.
از فیلم‌ها یا برنامه‌های تلویزیونی که وی در آن نقش داشته‌است، می‌توان به بگذار زشت‌ها بمیرند، افراد خودی، پس از کلاس، شب بزرگ من، جادوگران سوگاراموردی، مردان پاکو، ملکه‌ها و سکس، مهمانی و دروغ اشاره کرد.